# 香港海鮮業聯合總會
香港海鮮業聯合總會（Hong Kong Chamber of Seafood Merchants Limited），是香港的海鮮業商會，於1998年成立，會員多為從事海產進口及批發，或於本地養殖海產。該會主席為李彩華，經常在傳媒前代表業界發言。

## 外部參考
- 香港海鮮業聯合總會